# Білинка
Білинка — колишній хутір Малинської волості Радомисльського повіту Київської губернії та Городищенської сільської ради Малинського району Малинської, Коростенської і Волинської округ.
До 1923 року входив до складу Малинської волості Радомисльського повіту Київської губернії. У 1923 році хутір включено до складу новоствореної Городищенської сільської ради, котра, від 7 березня 1923 року, стала частиною новоутвореного Малинського району Малинської округи.
Знятий з обліку населених пунктів до 1 жовтня 1941 року.